# Trouvelot (cráter marciano)
Trouvelot es un cráter del planeta Marte, localizado en el cuadrángulo Oxia Palus, en las coordenadas 16.2° de latitud norte y 13.1° de longitud oeste. Mide aproximadamente 149 kilómetros de diámetro y debe su nombre al astrónomo francés Étienne Léopold Trouvelot (1827-1895). El nombrando fue adoptado por la IAU en 1973.
| [[File:Wikitrouvelot.jpg\|1200px\|alt={{{Alt\|{{{descripción}}}]] |
| Cráter Trouvelot, fotografía de la cámara CTX a bordo del Mars Reconnaissance Orbiter. Principales elementos rotulados (El norte, hacia la izquierda de la fotografía). |

## Pasado lacustre
Hay una parte de Trouvelot que muestra numerosos estratos delgados, alternando capas de distintos tonos. Estos materiales pueden ser un indicio de la presencia de un antiguo lago.
|  |  |  |